# 贾吉罗阿德
贾吉罗阿德（Jagiroad），是印度阿萨姆邦Marigaon县的一个城镇。总人口17254（2001年）。

## 人口
该地2001年总人口17254人，其中男性9371人，女性7883人；0—6岁人口2010人，其中男1021人，女989人；识字率74.92%，其中男性为79.99%，女性为68.90%。